# GuideStar
GuideStar USA, Inc. è un sito di informazione statunitense specializzato nell'ambito del Terzo Settore e delle organizzazioni caritatevoli. È stato una delle prime fonti di informazione sul Terzo Settore negli U.S.A. e, al 2017, era divenuto uno dei più grandi database al mondo, con 2.5 milioni di titoli censiti e presentati in modalità parzialmente Open Access.
La banca dati si faceva carico di verificare le informazioni anagrafiche delle organizzazioni e la conformità fra l'effettiva destinazione dei fondi raccolti alle zone disastrate rispetto alla volontà espressa dai rispettivi donatori.
Fondata nel settembre '94 a Williamsburg, in Virginia, due anni più tardi ottenne il diritto all'esenzione dalle tasse e iniziò a pubblicare i primi report sulle altre organizzazioni caritatevoli.
Nel 2013, fu introdotta una classificazione dei singoli profili in tre livelli (bronzo, argento e oro), alla quale tre anni più tardi si è aggiunto il modulo opzionale GuideStar Platinum, che permetteva ai soggetti censiti di integrare informazioni economiche sulla propria attività.
Nel 2019, GuideStar si è fusa con il Foundation Center per dare vita a Candid.

## Storia
Nel 1994, Arthur "Buzz" Schmidt fondò a Williamsburg Philanthropic Research, Inc., un'azienda che si proponeva di aiutare i donatori a fare scelte consapevoli e informate, fornendo loro notizie facilmente accessibili circa le organizzazioni beneficiarie dei loro atti.
Nel '96, Philanthropic Research, Inc. fu riconosciuta come organizzazione caritatevole, avente diritto all'esenzione fiscale ai sensi dell'articolo 501(c)(3) del codice civile degli Stati Uniti. A luglio fu pubblicato GuideStar Directory of American Charities, un CD contenente le dichiarazioni fiscali di 42.000 organizzazioni caritatevoli, di cui 35.000 erano complete. Nell'autunno successivo, debuttò il sito web per consentire un'informazione più capillare e aggiornata. Philanthropic Research iniziò a condurre le proprie attività firmandosi come GuideStar, che era già il nome del sito web, sebbene avesse mutato il suo nome ufficiale solamente dodici anni più tardi, nel settembre 2008.
A dicembre del '97, l'IRS Business Master File presentava i profili di 600.000 organizzazioni caritatevoli, con l'ambizione di realizzare un censimento completo di tutte le charities esistenti negli Stati Uniti.

Fra il '98 e il '99, iniziò a raccogliere i moduli chiamati IRS 990 e 990-EZ, i bilanci pubblici annuali con i proventi delle società censite.
Nel 2001, uscì la prima edizione del Nonprofit Compensation Report, una reportistica annuale sui livelli retributivi degli occupati nel Terzo Settore, elaborata dai moduli IRS di 75.000 denominazioni. I dati erano analizzati e disaggregati per sesso, etnia, area geografica, livello di studio e orientamento sessuale, fra gli altri indicatori demografici. Dopo gli attentati dell'11 settembre 2001, il database fu esteso per includere le organizzazioni non caritatevoli che potevano comunque beneficare dell'esenzione fiscale in base alle leggi speciali di finanziamento attivate dal governo federale. GuideStar avviò anche una collaborazione con l'Avvocatura Generale dello Stato di New York, fornendo dati utili per il sito WTC Relief Info.
Nel febbraio 2002, il direttore operativo della PBS G. Ottenhoff sostituì Schmidt in qualità di presidente e quest'ultimo fu nominato portavoce del direttivo di GuideStar. A dicembre, fu pubblicata la prima relazione sul risultato economico dell'organizzazione no-profit. L'anno seguente arrivò il primo riconoscimento istituzionale da parte della Federal Trade Commission che nell'ambito dell'Operation Phoney Philanthropy incoraggiò gli americani a informarsi su GuideStar prima di fare donazioni. Ad ottobre, GuideStar ottenne un finanziamento dal Dipartimento del Commercio per creare un sistema di condivisione delle informazioni fra le autorità pubbliche di regolazione.
Nel 2004, l'ufficio dell'Avvocatura Generale dello Stato della California modificò il motore di ricerca Charities Search per implementare una versione personalizzata della banca dati e del motore di GuideStar. Nel marzo 2005, GuideStar fu citata come risorsa per la trasparenza del settore no-profit all'interno di un rapporto ufficiale trasmesso da un gruppo di esperti alla Commissione Finanza del Senato USA. A giugno, fu lanciato un nuovo sito web che comprendeva tutte le organizzazioni che risultavano esentate dalle tasse in base ai dati dei moduli IRS. La banca dati censiva 340.000 organizzazioni.
Migliorato il motore di ricerca, nel 2007 fu introdotta la possibilità di effettuare donazioni direttamente dal sito, tramite un modulo gestito dalla società informatica di fundraising Network for Good. Nel biennio seguente, furono lanciati la versione beta di GuideStar Exchange, un servizio di recensione dei profili cogestito con GreatNonprofits, una prima reportistica sui modelli di spesa delle charities, completata dalla relazione CEO Compensation Checkpoint sulla remunerazione degli amministratori delegati delle aziende monitorate.
Nel 2010, fu attivata una maggiore interazione con gli utenti tramite Take Action@GuideStar, che permetteva al pubblico di alimentare la banca dati con informazioni aggiuntive e con specifiche di finanza progettuale relative a specifici interventi su singole aree causali di donazione. Ad aprile del 2011, acquisì Social Actions e Philanthropedia, sito sviluppato in crowdsourcing che presentava recensioni, interviste e sondaggi sugli enti no-profit rilasciate da consulenti e accademici, donatori, responsabili delle sovvenzioni e dei piani di impiego.
Nel maggio 2011, lanciò Charting Impact, una piattaforma di condivisione dei dati e delle informazioni, gestita in partenariato con BBB Wise Giving Alliance e con Independent Sector, coalizione di benefattori e beneficiari del Terzo Settore statunitense.  Nel 2012, lanciò Financial SCAN, uno strumento di analisi comparativa e temporale della situazione economico-finanziaria degli enti no-profit, ideato con il Nonprofit Finance Fund.
Ad ottobre del 2012, Jacob Harold della William and Flora Hewlett Foundation succedette a Ottenhoff nella carica di presidente e amministratore delegato, dopo dieci di governance di quest'ultimo. Appena entrato nel ruolo ad ottobre, pubblicò More Money for More Good, una guida gratuita alla raccolta di fondi firmata con Hope Consulting.
A giugno, GuideStar annunciò modifiche maggiori al GuideStar Exchange, l'unico programma su scala nazionale che permetteva alle organizzazioni di integrare in forma pubblica le notizie dei moduli IRS e di renderli fruibili in modo trasparente a tutti gli operatori di settore. Le modifiche tradussero la specifica predisposta da Hope Consulting sulla base dei requisiti informativi espressi dai donatori, dagli advisor e dagli investitori istituzionali, i quali desideravano un aggiornamento di tipo anagrafico, finanziario e fattuale relativamente al settore. I profili ricevevano un sigillo di bronzo, argento oppure d'oro in ragione della mole di dati messi in condivisione su base volontaria, per il quale elaborò un sistema di incentivi con il sito Grassroots.org.
Promossa la campagna informativa Overhead Myth Campaign insieme a Charity Navigator e alla BBB Wise Giving Alliance, sul mito dei costi indiretti, nel settembre del 2013 avviò un partenariato con la Foundation Center di New York per condividere dati e risorse. Nel novembre 2013, GuideStar e Technology Affinity Group (TAG) comunicarono il lancio di Simplify, uno strumento collaborativo di supporto e di efficientamento dell'iter di concessione delle sovvenzioni, contestualmente al rilascio della versione 2.0 di Financial SCAN.
Dopo aver presentato Impact Call il 24 febbraio 2014, a giugno fu presentato il piano di investimento strategico GuideStar 2020: Building the Scaffolding of Social Change, e a ottobre lo strumento per l'acquisizione semiautomatica delle anagrafiche dei dipendenti e del direttivo da parte dei clienti, completati dalle demografie selezionate con D5 Coalition e Green 2.0 relative a genere, origine etnica, orientamento sessuale ed eventuale presenza di diversa disabilità. A novembre annunciò un piano di raccolta di 10 milioni di dollari per il potenziamento delle funzionalità di raccolta, elaborazione e reportistica da attuarsi in un orizzonte temporale di tre anni. Il piano strategico ricevette un contributo di 3 milioni dalla Bill and Melinda Gates Foundation strutturato su molteplici scadenze nell'arco del triennio, in funzione di obbiettivi di supporto operativo generale e del loro allineamento col piano strategico stesso.
Nel 2016, fu predisposta una nuova reportistica che esponeva in modo più immediato l'impatto dei costi di struttura sulle donazioni raccolte e sull'effettivo perseguimento degli obbiettivi dichiarati, di riflesso ad un vasto dibattito fra gli operatori di settore. A novembre, la Fondazione Trump ammise di aver violato il divieto di somministrazione di lavoro autonomo, risultante dal modulo IRS del 2015 che era stato caricato dagli stessi avvocati della fondazione.

A giugno, GuideStar prese contatti con lo studio legale della Southern Poverty Law Center (SPLC) per contrastare i gruppi di haters attivi nel proprio sito. Quando William Boykin, portavoce del Family Research Council, una delle organizzazioni prese di mira, dichiarò che GuideStar era diventato un braccio dell'estrema destra americana, Guidestar reagì con la rimozione dei profili dei contestatori, sperando di procurare loro un danno economico e di immagine grazie alla propria reputazione pubblica e al numero di visitatori raggiunto. Il 28 giugno fu querelata per diffamazione presso il foro territorialmente competente, il Tribunale distrettuale federale per il distretto orientale della Virginia.

## Critiche
Nel 2013, il sito BlueAvocado.org recensì positivamente GuideStar come una risorsa che forniva informazioni anziché esprimere giudizi, posizionandola al primo posto fra gli altri servizi web dello stesso segmento di mercato presi a campione: Charity Navigator, Charity Watch, Better Business Bureau, Combined Federal Campaign e Great Nonprofits. GuideStar pubblicò un avviso nelle pagine web di alcuni siti inseriti in una "lista nera" dagli avvocati di SPLC (in quanto qualificati come "odiatori") e fu di nuovo querelata per diffamazione da una di esse, seguita dalle critiche di altre organizzazioni caritatevoli sull'uso strumentale e l'abuso dei commenti negativi.